# Autonoe (Mond)
Autonoe (auch Jupiter XXVIII) ist einer der kleineren äußeren Monde des Planeten Jupiter.

## Entdeckung
Autonoe wurde am 10. Dezember 2001 von Astronomen der Universität Hawaii entdeckt. Sie erhielt zunächst die vorläufige Bezeichnung S/2001 J 1.
Benannt wurde der Mond nach Autonoë, der Schwester der  Semele, einer Geliebten des Zeus aus der griechischen Mythologie. 

## Bahndaten
Autonoe umkreist Jupiter in einem mittleren Abstand von 23.039.000 km in 762 Tagen und 17 Stunden. Die Bahn weist eine Exzentrizität von 0,334 auf. Mit einer Neigung von 152,9° ist die Bahn retrograd, d. h., der Mond bewegt sich entgegen der Rotationsrichtung des Jupiter um den Planeten. 
Aufgrund ihrer Bahneigenschaften wird Autonoe der Pasiphae-Gruppe, benannt nach dem Jupitermond  Pasiphae, zugeordnet. 

## Physikalische Daten
Autonoe  hat einen mittleren Durchmesser von etwa 4 km. Ihre Dichte wird auf 2,6 g/cm³ geschätzt. Sie ist vermutlich überwiegend aus silikatischem Gestein aufgebaut.
Autonoe weist eine sehr dunkle Oberfläche mit einer Albedo von 0,04, d. h., nur 4 % des eingestrahlten Sonnenlichts werden reflektiert. Ihre scheinbare Helligkeit beträgt 22,0m.